# Willi Henne
Willi Henne (* 12. Juli 1907 in Grab bei Backnang; † 10. Februar 1977 in Wiesbaden) war ein deutscher Bauingenieur, SS-Standartenführer der Reserve, Leiter einer Einsatzgruppe der Organisation Todt in Norwegen und Präsident des Hessischen Landesamtes für Straßenbau.

## Studium und Staatsdienst
Ab 1926 studierte er das Fach Bauingenieurwesen an der Technischen Hochschule Stuttgart, um im Jahr 1930 den Abschluss eines Diplom-Ingenieurs zu erreichen. Danach ging er in den Staatsdienst und wurde als Referendar am Technischen Landesamt in Ludwigsburg tätig. Im Jahre 1936 erhielt er als Referent beim GdS eine Stelle für die Übernahme von Sonderaufgaben.

## NSDAP und SS
Am 14. Juni 1938 erhielt Todt von Hitler die Generalvollmacht als Sonderbeauftragter des Führers, den Ausbau der Befestigungen im Westen des Grenzbereiches zu übernehmen. Am 16. Juni wurde Oberbaurat Henne die Leitung der Dienststelle Der Generalinspektor für das deutsche Straßenwesen, Abteilung Wiesbaden (Westwallbau – W) mit Sitz im Palasthotel Kaiserhof übertragen. Um seine Stellung im NS-Regime zu festigen, trat Henne zum 1. Mai 1933 der NSDAP bei (Mitgliedsnummer 3.227.049) und erhielt am 1. Juli 1938 den Dienstgrad SS-Untersturmführer (SS-Nummer 110.868).

## Tätigkeit am Westwall
In den ersten Tagen im Juni 1938 nahm er an einer Inspektionsreise teil, bei der Hermann Göring den im Aufbau befindlichen Westwall besichtigen sollte. Dabei waren sein Chef als GdS Fritz Todt und Ministerialdirektor Günther Schulze-Fielitz. Am 7. Juni 1938 kam es zu einem gemeinsamen Treffen in der Bücherei des Wehrkreises in Wiesbaden, an der die leitenden Offiziere des Festungsbaus an der Westgrenze unter Führung des Oberbefehlshabers der Heeresgruppe 2 (HGru 2) Generaloberst Wilhelm Adam, der Generalmajor Richard Speich als Inspekteur der Westbefestigungen (InWest), der spätere Generalleutnant Rudolf Schmetzer als Festungsinspekteur und weitere kommandierende Offiziere teilnahmen. Göring nahm an diesem Koordinationstreffen nicht teil und berichtete am 14. Juni 1938 an Hitler, dass die Heeresführung beim Festungsbau versagt hätte. In Bergzabern wurde am 9. Juni 1938 an einer Besprechung unter der Leitung von Göring eine Form einer Bauorganisation vorgeschlagen, um in kurzer Zeit Befestigungen zu errichten.
Als erste Maßnahme musste Henne während der nächsten zwei Monate 60.000 von den Festungspionieren der Wehrmacht ausgearbeiteten Plan- und Bauunterlagen durchsehen und prüfen lassen. Als Henne die Aufsicht über 19 und später 22 Oberbauleitungen übernahm, kam es zwischen ihm und General Speich zu widersprüchlichen Auffassungen. Speich verfiel jedoch bald in Ungnade, als er bei einer Besprechung mit Hitler am 8. August 1938 auf dem Obersalzberg nicht genügend Erfolgsmeldungen vorweisen konnte. Er wurde Ende 1938 in den einstweiligen Ruhestand versetzt.

## Mobilisierung des Einsatzes und Organisation Todt
Nachdem Göring am 22. Juni 1938 die Verordnung zur Sicherstellung des Kräftbedarfs für Aufgaben von besonderer staatspolitischer Bedeutung (RGBl. I 1938, S. 652) erlassen hatte, stieg die Zahl der verfügbaren Arbeitskräfte bei den Oberbauleitungen vom 20. Juli 1938 mit 35.000 auf 342.000 am 6. Oktober 1938. Weiterhin standen vom Reichsarbeitsdienst in der fortgeschrittenen Ausbauphase etwa 100.000 Mann, 90.000 bei den Pionieren des Festungsbaus und auch Pionierbataillone und Divisionen der Infanterie zum Einsatz bereit.
Einen Tag nach dem deutschen Überfall auf Polen am 1. September 1939 ließ Henne die Baumannschaften am 2. September 1939 zurückziehen, da die Bauwerke am Westwall im Frontbereich lagen. Doch schon am 4. September wurde durch Todt diese Maßnahme aufgehoben. Hitler hatte befohlen, dass die jetzt entstandene Organisation Todt (OT) während der Kriegszeit fortbestehen und weiter arbeiten sollte.
Nach dem Bau des Westwalls "organisierte Henne den Einsatz der Einheiten der Organisation Todt (Einsatzgruppe Süd) während des Überfalls auf die Sowjetunion" hinter der Front im zweiten Halbjahr 1941. Er war "einer von Fritz Todts engesten Mitarbeitern".

## Einsatz in Norwegen

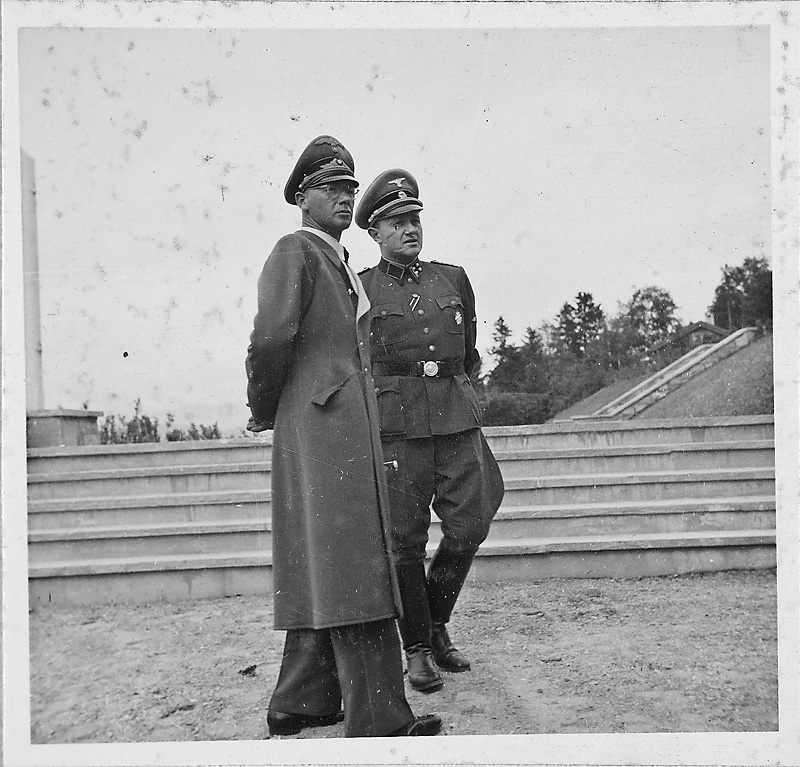
Josef Terboven und Willi Henne in Drontheim, Norwegen 1942.

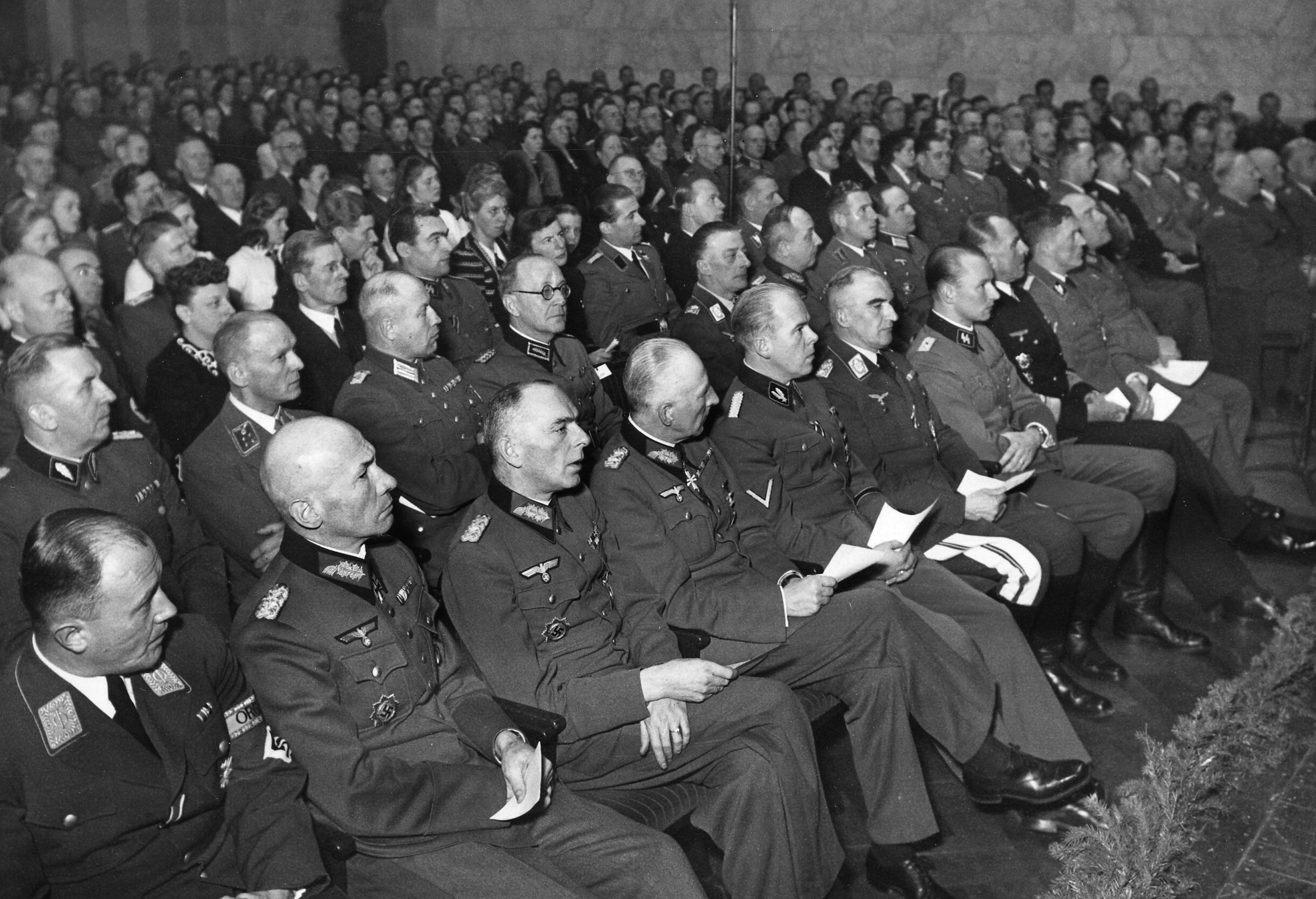
Henne, in Oslo, Norwegen 1943, links.

Anfang April 1940 besetzte die Wehrmacht im Rahmen des Unternehmens Weserübung Dänemark und Norwegen. In diesem Zusammenhang richtete der Einsatzstab der OT in Berlin durch Beschluss vom 1. April 1942 eine OT-Einsatzgruppe Wiking mit Sitz in Oslo ein, die von Henne geführt wurde. Mit dieser Ernennung war auch der Titel Generalingenieur für Norwegen und Dänemark verbunden. Unter Führung der Einsatzgruppe Wiking wurde in Norwegen 1942–1944 die Blutstraße gebaut.
Im Juli 1942 übernahm er auch als Nachfolger von Oberregierungsbaurat Dr. Klein die Leitung der Hauptabteilung Technik beim Reichskommissariat Norwegen, die vom Gauwirtschaftsberater Carlo Otte geführt wurde. Die Abteilung Technik war unter Klein aus der bestehenden Struktur der Hauptabteilung Volkswirtschaft herausgelöst worden und bestand nun als eigenständige Hauptabteilung. Henne baute seine Position aus und wurde Generalbevollmächtigter für die Bauwirtschaft in den besetzten Gebieten Norwegens.
Weisungsmäßig unterstand er dem Reichskommissar Josef Terboven. Als Leiter der Einsatzgruppe Wiking aber war er aber auch Fritz Todt und dessen Nachfolger Albert Speer unterstellt. In dieser Situation kam es bald zu Streitigkeiten mit der Hauptabteilung Volkswirtschaft bezüglich der Organisation von Arbeitskräften, Baustoffen und Betriebsmitteln. Dabei hatte er zu Terboven ein gutes Auskommen, da sich Henne nach Aussage von SS-Hauptsturmführer Herbert Noot nicht zu den politischen Verhältnissen äußerte.
Henne konnte seinen Machtbereich in Norwegen weiter ausbauen, wurde Leiter des größten Bauunternehmens und war auch für die gesamte Elektrizitätsversorgung zuständig. Dabei kam es zu Kompetenzstreitigkeiten mit dem norwegischen Bauwirtschaftsminister Eivind Blehr, die im Mai 1943 eskalierten. Henne brachte Terboven dazu, beim norwegischen Ministerpräsidenten Vidkun Quisling Hennes Forderungen zu unterstützen. Henne hatte den Ehrgeiz, den Bau der Nordbahn mit allen Mitteln voranzutreiben. Um an zusätzliche Arbeitskräfte zu kommen, ließ er Betriebe schließen und ab 1943 setzte er Kriegsgefangene und Zwangsarbeiter ein. Henne konnte sich bei seinen energischen Maßnahmen auf einen Führerbefehl vom 13. Mai 1941 berufen, nach welchem mit allen Mitteln und in der kürzesten zur Durchführung notwendigen Zeit die Bauvorhaben auszuführen seien, da sie kriegsentscheidend seien. Beim Bau der Blutstraße und der Polareisenbahnstrecke kamen von circa 140.000 Sklavenarbeitern über 10.000 um (Kriegsgefangene aus Jugoslawien, der Sowjetunion, Jüdinnen und Juden aus der Sowjetunion, Insassen des KZ-Emsland). Manche Historiker werten dies als Politik der Vernichtung durch Arbeit. Mehrere in Norwegen beteiligte Wachmänner und die deutschen SS-Männer Franz Kiefer, August Riemer, Kurt Bretschneider, und Richard Hager wurden wegen der Verantwortung für die Massenerschießung von Zwangsarbeitern 1942 und 1943 nach dem Krieg in den Osloer Prozessen zum Tode verurteilt und hingerichtet.
Als immer mehr norwegische Arbeiter aus Furcht vor einer Zwangsverpflichtung wegen eines Arbeitseinsatzes im Norden von Norwegen ihre Arbeitsplätze verließen, kam es beim Aufbau der Betriebe für die Nordische Aluminium AG (Nordag) zu Störungen. Dies meldete Rudolf Sattler, der Beauftragte des Reichskommissars bei der Norges Bank, an Otte. Henne war inzwischen am 21. Juni 1943 zum SS-Standartenführer der Reserve und zum Ministerialrat befördert worden. Speer beauftragte Henne, die Prioritäten der Bauprojekte festzulegen und alle anderen weniger wichtigen Bauvorhaben einzustellen. Am 2. Juni 1944 zeichnete Speer Henne in Magdeburg für seine Verdienste in Norwegen mit dem Ritterkreuz zum Kriegsverdienstkreuz aus.

## Nachkriegszeit
Nach dem Krieg wurde Henne verhaftet und als Kriegsverbrecher an die Sowjetunion ausgeliefert, wo er zu 25 Jahren Gefängnis verurteilt wurde. Er konnte aber 1955 nach Deutschland heimkehren.
Zuerst wurde er wieder im Straßenbau tätig beim Straßenbauamt Besigheim. Ab 1957 wurde er als Regierungsoberbaudirektor Leiter des Hessischen Landesamtes für Straßenbau.
Unter seiner Regie entstanden die Autobahnen im Sauerland, der Bergstraße und in der Rhön. Nachdem er 1972 in den Ruhestand ging, widmete er sich noch Aufgaben der Forschung im Lenkungsausschuss der Arbeitsgruppe Asphalt- und Teerstraßen. Auch bei der Arbeitsgruppe Sonderaufgaben brachte er seine Kenntnis ein.

## Schriften/Literatur
- Vom Bau des Westwalles. In: Deutsche Arbeitsfront (Hrsg.): Deutsche Gemeinschaftsarbeit – Geschichte, Idee und Bau des Westwalls. Stuttgart 1940. (wortgleich: Vom Bau des Westwalles. In: Deutsche Arbeitsfront (Hrsg.): Unbezwinglicher Westwall – Ein Volksbuch vom Ringen um Deutschlands Westmark. Wiesbaden 1940.)
- mit Fritz Kind: Straßen und Brücken in Hessen. 1957.
- Straßen und Brücken in Hessen – II. Folge. München 1966.
- o.A.: Ministerialrat a. D. W. Henne aus Rußland zurück, In: Die Bauwirtschaft 1955, S. 1284
- o.A.: Zum Tode von Präsident a. D. Dipl.-Ing. Willi Henne, In: Straße und Autobahn 1977, S. 116
- Gogl, Simon, Laying the Foundations of Occupation: Organisation Todt and the German Construction

Industry in Occupied Norway, Jahrbuch für Wirtschaftsgeschichte, Beiheft 27, München 2020.